# Trifolium breweri
Trifolium breweri là một loài thực vật thuộc họ Fabaceae. Nó bản địa Oregon và bắc California, nơi nó mọc ở rừng, lề đường và nơi sinh sống khác.